# Vrydagzynea nuda
Vrydagzynea nuda là một loài thực vật có hoa trong họ Lan. Loài này được Blume miêu tả khoa học đầu tiên năm 1858.